# Gonocephalus liogaster
Gonocephalus liogaster es una especie de reptil escamoso del género Gonocephalus, familia Agamidae. Fue descrita científicamente por Günther en 1872.
Habita en Indonesia y Malasia. La longitud de la cabeza y el cuerpo es de 141 mm, cola de 315 mm. Es de color marrón y verde oliva con bandas transversales oscuras; las extremidades también son oscuras. Las partes inferiores son parduscas.

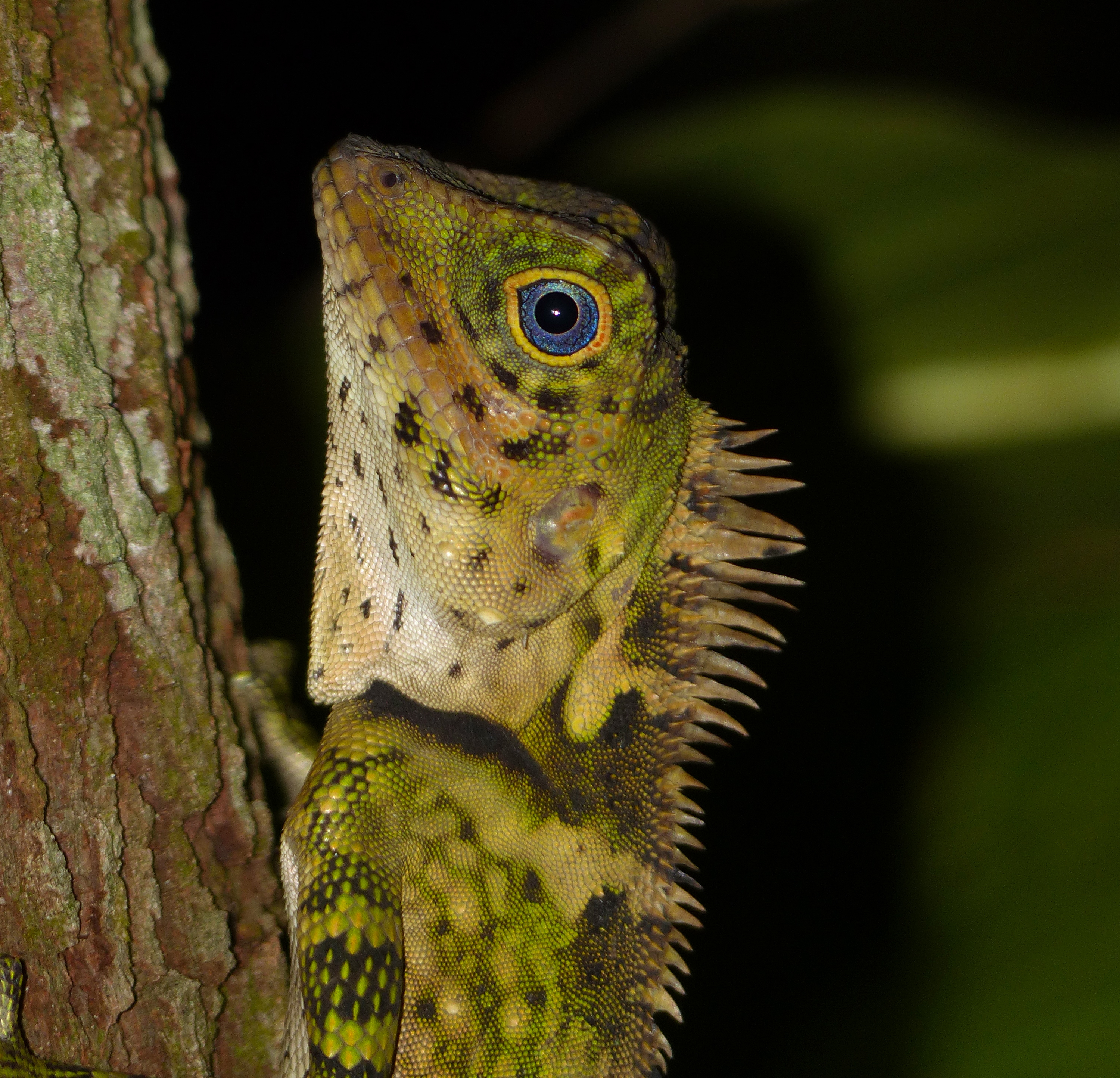
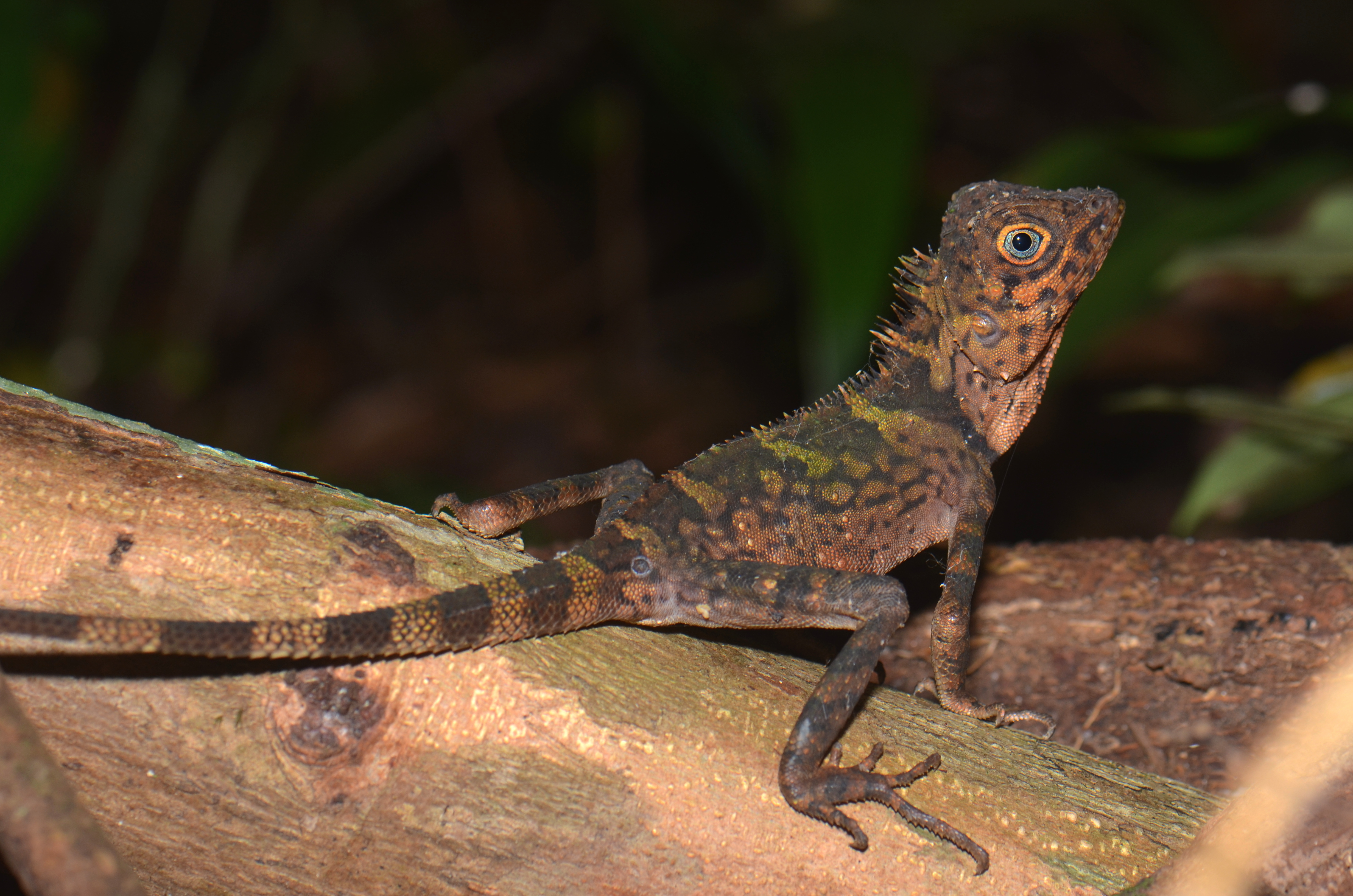
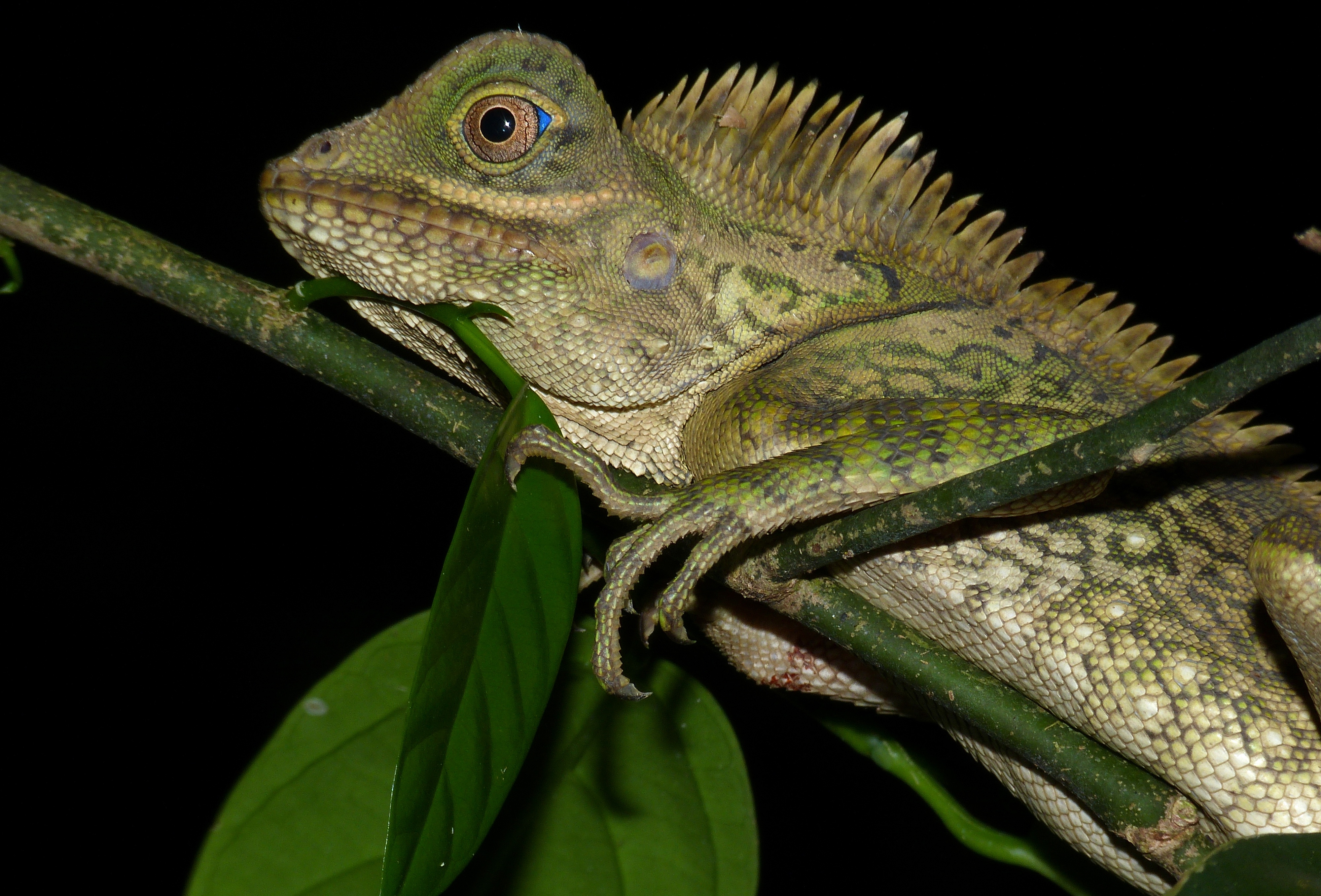
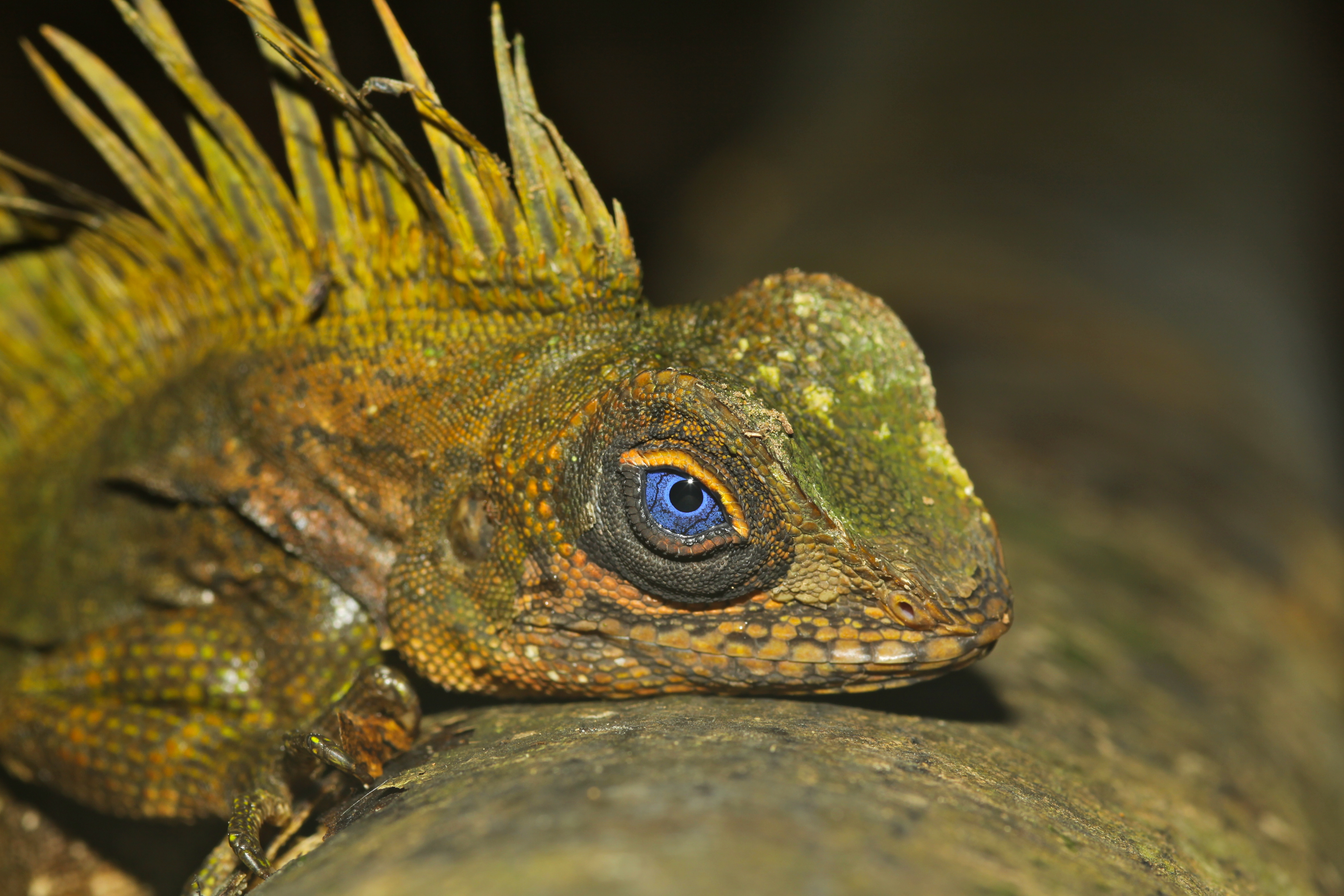